# Thecla zebina
Thecla zebina är en fjärilsart som beskrevs av William Chapman Hewitson 1860. Thecla zebina ingår i släktet Thecla och familjen juvelvingar. Inga underarter finns listade i Catalogue of Life.